# Catarhoe sinuata
Catarhoe sinuata là một loài bướm đêm trong họ Geometridae.